# Armando de Ramón
José Armando de Ramón Folch (Santiago, 6 de febrero de 1927-El Yeco, 29 de febrero de 2004) fue un historiador chileno, Premio Nacional de Historia de su país en 1998.

## Biografía
Hijo de Armando de Ramón Correa y María Folch Herrera. Realizó sus estudios primarios y secundarios en el Instituto Alonso de Ercilla de los Hermanos Maristas, para posteriormente estudiar Derecho en las universidades Pontificia Universidad Católica de Chile y Universidad de Chile, recibiéndose de esta última en 1953 con la tesis Génesis constitucional de América. Recibe una beca que le permite doctorarse en Derecho y en Historia en España (1955-1956). Se licenció de Sociólogo en la Facultad Latinoamericana de Ciencias Sociales (FLACSO) en 1963. Fue ayudante de Jaime Eyzaguirre, de quien recibió una fuerte influencia, quien lo llevó a dedicarse a la historia.
En términos políticos, en su juventud se inició en el Partido Conservador, para luego seguir los pasos de Eduardo Cruz-Coke, líder del sector social-cristiano, quien finalmente abandonó el partido. Más adelante se acercó a la  Democracia Cristiana. Durante el Gobierno de Eduardo Frei, fue director de la División de Estudios de la Consejería Nacional de Promoción Popular. Durante el gobierno de Salvador Allende simpatizó con su proyecto. Logró sortear la represión bajo la dictadura de Augusto Pinochet.

## Carrera académica
Su incursión como historiador fue atípica a la formación formal, en la que estuvo fuertemente arraigada a sus enfoques metodológicos, los cuales eran una fusión entre la historiografía y varias corrientes de las ciencias sociales, las cuales estas últimas estaban subexplotadas por los investigadores locales. Durante la década de los cincuenta, de Ramón abarcó temáticas como la historia urbana, las biografías, y la historia económica, más el acercamiento del derecho positivo a la historia social.
Tuvo una larga trayectoria académica en la Pontificia Universidad Católica de Chile, primero como profesor en la Facultad de Derecho y luego en la de Historia, Geografía y Ciencia Política. Sus obras son de estilo variado y estudia temas que no habían sido abordados por la historiografía tradicional. Armando de Ramón es considerado como el pionero de la historia urbana en Chile, haciendo principal énfasis en sus estudios sobre Santiago de Chile, en donde presentó la evolución material, demográfica y cultural de la capital, desde la época colonial hasta el siglo XX.
Entre sus principales obras se destacan: “Historia urbana: una metodología aplicada”, Orígenes de la vida económica chilena, 1659-1808, Historia de América, y su preferida Santiago de Chile (1541-1991). Historia de una sociedad urbana, esta última le tomó muchos años en realizar, pues la escribió y reescribió en varias ocasiones hasta obtener el resultado que se tiene a mano. Considerada por algunos especialistas la mejor historia de la ciudad de Santiago desde Benjamín Vicuña Mackenna. 
Su última obra fue una breve síntesis global: Historia de Chile. Desde la invasión incaica hasta nuestros días (1500-2000). Por su trayectoria académica e historiográfica, se le entregó en 1998 el Premio Nacional de Historia.
Fue designado por el presidente Ricardo Lagos como integrante de la Comisión de Verdad Histórica y Nuevo Trato con los Pueblos Indígenas (2001-2003).

## Vida personal
Casado con Ema Zelmira Acevedo Fagalde; tuvo 3 hijos: Emma, Sebastián y Beltrán; y cuatro nietos, Magdalena, Laura, Pedro José y Attilio. Su hija Emma siguió sus pasos y desde 2015 es directora del Archivo Nacional de Chile.

## Obras

#### Libros
- Orígenes de la vida económica chilena (escrito junto con José Manuel Larraín), 1982.
- Santiago de Chile (1541-1991): Historia de una sociedad urbana, 1992.
- Historia de América: La gestación del mundo hispanoamericano (escrito junto con Juan Ricardo Couyoumdjian y Samuel Vial), 1992.
- Historia de América: Ruptura del viejo orden hispanoamericano (escrito junto con Juan Ricardo Couyoumdjian y Samuel Vial), 1993.
- Biografías de Chilenos, 1876-1973: Miembros de los poderes ejecutivo, legislativo y judicial, Tomos I, II, III y IV (escrito junto con Ema Acevedo Fagalde, Patricio Valdivieso y Ana María Branchi), 1999.
- Historia de Chile: Desde la invasión incaica hasta nuestros días (1500-2000), 2003

#### Artículos
- La encomienda de Juan de Cuevas a la luz de nuevos documentos: 1574-1583 (como parte del Boletín de la Academia Chilena de la Historia), 1960.
- Una metrología colonial para Santiago de Chile: de la medida castellana al sistema métrico decimal, 1961.
- Sociedad y población rural en la formación del Chile actual, La Ligua 1700-1850, 1961.
- La institución de los censos de los naturales en Chile (1570-1750), 1961.
- La sociedad española de Santiago de Chile entre 1581-1596: Estudio de grupos, 1965.
- Santiago de Chile, 1850-1900: Límites urbanos y segregación espacial según estratos, 1978.
- Los censos y el desarrollo agrícola de la Región Central de Chile durante el siglo XVII: una hipótesis de trabajo, 1981.
- Estudio de una periferia urbana. Santiago de Chile 1850-1900, 1985.
- Santiago de Chile: Características histórico ambientales, 1891-1924 (escrito junto con Patricio Gross), 1985.
- Discurso de recepción de Don Álvaro Jara Hantke, 1996.
- Pueblos andinos del Norte Chileno, 1997.

## Enlaces relacionados
- José Armando de Ramón Folch, Universidad de Chile
- Bibliografía disponible en Memoria Chilena

- Datos: Q5704681